# Esquivat de Chabanès
Esquivat IV de Chabanais, I d'Armanyac, mort el 1283, va ser comte de Bigorra de 1255 a 1283 i comte d'Armanyac (amb Fesenzac) de 1255 a 1256. Era fill de Jordà, senyor del Chabanès, i d'Alícia o Alix de Montfort, comtessa de Bigorra.

## Biografia
Va succeir a la seva mare el 1255 i es va casar el mateix any amb la comtessa Mascarosa II d'Armanyac. Els comtats d'Armanyac amb el Fesenzac eren reivindicats per Guerau, vescomte de Fesenzaguet. La mort sense fills de Mascarosa l'any següent vas posar fi al conflicte, ja que el seu hereu passava a ser aquest mateix Guerau que així va esdevenir Guerau VI d'Armanyac.
Però va haver de fer front a un nou conflicte aquesta vegada a Bigorra. Al final de la seva vida, la comtessa Peronella I de Bigorra, la seva àvia, s'havia retirat del govern de Bigorra i l'havia confiat al seu cunyat Simó V de Montfort, comte de Leicester i governador de Guiena per al rei Enric III d'Anglaterra. Simó havia interpretat aquesta acte com una donació i es va trobar combatut per l'hereva del comtat, Alícia de Montfort ajudada per la seva germanastra, Mata de Matha, casada amb Gaston VII, vescomte de Bearn. Per evitar que la Guiena i Gascunya fossin afectades per una revolta, Enric III va cridar a Simó de Montfort i va nomenar Joan de Grailly al seu lloc. Alícia va succeir a la seva mare Peronella el 1251 però va morir el 1255.
Esquivat va succeir a la seva mare Alícia el 1255 sense discussió, però va cometre l'error de voler conservar terres que Mata posseïa a Bigorra. Gastó de Bearn va envair llavors aquest comtat, i Esquivat, per defensar-se, va haver de demanar l'assistència del príncep Eduard d'Anglaterra i recercar l'aliança del comte de Foix Roger IV del qual es va casar amb la filla Inès o Agnès (1256).
Però el 1258, la guerra es va reprendre a la regió i Esquivat va acceptar retornar provisionalment el comtat de Bigorra a Simó V de Montfort, el temps de posar fi al conflicte. Així, va cometre el mateix error que la seva àvia, ja que Simó es va negar llavors a restituir el comtat. Poc després, Simó de Montfort es va revoltar contra el rei Enric III, i Esquivat, ajudat per Roger Bernat II de Foix (fill de Roger IV) va poder reconquerir la Bigorra.
Després la seva mort el 1283 la seva tia Mata i la seva germana Laura es van disputar el comtat de Bigorra.